# Bahoz Erdal
Bahoz Erdal ou Dr. Bahoz Erdal, aussi connu sous le nom de Fahman Husain (en kurde : Fehman Hûseyn et en arabe : فەهمان حوسێن), aussi appelé Fehman Hüseyin, né en 1969, est un membre et commandant du Parti des travailleurs du Kurdistan (PKK) (commandant entre 2004 et 2009). Il est originaire du Rojava (Kurdistan syrien),.

## Biographie
Il est le commandant de la branche militaire du PKK, les Hêzên Parastina Gel (HPG) (Forces de Défense du Peuple).